# Walckenaeria anceps
Walckenaeria anceps is een spinnensoort uit de familie hangmatspinnen (Linyphiidae). De soort komt voor in Canada.